# Víctor Borja
Víctor Hugo Borja Morca (Guadalajara, Jalisco, 28 de julio de 1912-8 de noviembre de 1954) es un  exjugador de baloncesto mexicano. 

## Trayectoria deportiva
En los años 20 es llevado al Distrito Federal para continuar los estudios de preparatoria. La vocación al basquetbol y la estatura de 1.96 m lo hicieron abandonar la escuela y dedicarse a su deporte preferido. Con su hermano Carlos fueron baluartes de la Selección Mexicana de Baloncesto, participando en torneos internacionales: en los III Juegos Deportivos Centroamericanos, celebrados en El Salvador, y en agosto de 1936 acudió a los XI Juegos Olímpicos de Berlín, donde el equipo ganó medalla de bronce. En 1938, como seleccionado nacional, concurrió a los IV Juegos Deportivos Centroamericanos, realizados en Panamá. 
Ya retirado, escribió en el diario nacional estos artículos relacionados con el basquetbol. Su hija Mariela fue campeona nacional de natación.
Al retirarse del deporte se dedicó a atender sus negocios farmacéuticos en el Distrito Federal.
En el Salón de la Fama del Deporte del estado de Guerrero, con sede en Chilpancingo, se exhibe una estrella con su nombre y la disciplina deportiva, además de un retrato con algunos datos biográficos.

## Palmarés internacionales
| Juegos Olímpicos | Juegos Olímpicos  | Juegos Olímpicos  | Juegos Olímpicos |
| Año              | Lugar             | Medalla           | Competición      |
| ---------------- | ----------------- | ----------------- | ---------------- |
| 1936             | Berlín (Alemania) | Medalla de bronce | Torneo masculino |